# Гнєздилов Василь Георгійович
Гнєздилов Василь Георгійович (14 січня 1922 , Нижній Реут, Курська губернія  — 8 травня 1999 , Київ ) — український архітектор і скульптор. Заслужений архітектор УРСР (1980).

## Біографія
Народився 14 січня 1922 в с. Нижній Реут (нині село Курської області, Російська Федерація). У 1950 році закінчив Київський художній інститут. Учень академіка архітектури В. Г. Заболотного.
Помер 8 травня 1999 року у м. Київ.

## Творчість
Є автором численних пам'ятників та меморіальних комплексів. У 1979 році отримав Державну премію УРСР ім. Т. Шевченка за створення ландшафтного парку у м. Черкаси.

### Пам'ятники
- Пам'ятник Максиму Горькому (м. Ялта, 1956)
- Пам'ятник Григорію Вакуленчуку (м. Одеса, 1958)
- Монумент на честь 300-річчя возз'єднання України з Росією (м. Переяслав, 1961)
- Пам'ятник Олександру Пушкіну (м. Київ, 1962)
- Пам'ятник Тарасові Шевченку (м. Черкаси, 1964)
- Пам'ятник Миколі Лисенку (м. Київ, 1965)
- Пам'ятник учасникам Січневого збройного повстання 1918 року (м. Київ, 1967)
- Комплекс ландшафтного парку «Ювілейний» (м. Черкаси, 1967)
- Пам'ятник Миколі Скрипнику (м. Харків, 1969)
- Пам'ятник Григорію Світлицькому (м. Київ, 1972)
- Пам'ятник Богдану Хмельницькому (м. Чигирин, 1973)
- Меморіал Вічної Слави Сум (м. Суми, 1975)
- Пам'ятник Григорію Сковороді (м. Київ, 1976)
- Пам'ятник Миколі Кропив'янському (м. Чернігів, 1977)
- Меморіал радянським воїнам, викладачам і студентам Сільськогосподарської академії (м. Київ, 1979)
- пам'ятник адміралу Корнілову (м. Севастополь, 1983)
- Пам'ятник Михайлу Коцюбинському (м. Вінниця, 1989)
- Захисникам Києва (смт. Баришівка, 1991)
- Пам'ятник «Героям визвольної війни українського народу 1648—1654 років» (м. Жовті Води, 1992)
- Пам'ятник Олександру Пушкіну (м. Бахчисарай)
- Меморіальний комплекс Вічної Слави (м. Луцьк)

### Меморіальні дошки
- Комарову Володимиру Михайловичу (м. Київ, пр-т Любомира Гузара, 1)
- Неході Івану Івановичу (м. Київ, вул. Хрещатик, 15)
- Шевченку Тарасу Григоровичу (м. Київ, вул. Володимирська, 60)
- Коломійченку Олексію Сидоровичу (м. Київ, вул. Зоологічна, 3)
- Андрієвичу Якову Максимовичу (м. Київ, вул. Івана Мазепи, 30)
- матері та сестрам В. І. Леніна (м. Київ, вул. Кудрявська, 12)
- Головку Андрію Васильовичу (м. Київ, вул. Богдана Хмельницького, 68)
- Дроботьку Віктору Григоровичу (м. Київ, вул. Академіка Заболотного, 154)
- на будинку, де відбувалися таємні з'їзди Південного товариства декабристів (м. Київ, вул. Гусовського, 8/10)

## Галерея

Пам'ятник учасникам Січневого збройного повстання 1918 року в Маріїнському парку в Києві
Пам'ятник Григорію Сковороді на Подолі в Києві
Меморіал радянським воїнам, викладачам і студентам, які загинули під час ДСВ, Національна аграрна академія, м. Київ
Монумент на честь 300-річчя возз'єднання України з Росією, м. Переяслав
Пам'ятник Миколі Лисенку біля Національної опери, м. Київ
Пам'ятник Олександру Пушкіну біля центрального входу до Парку імені Пушкіна в Києві